# نیلسن (دهانه)
نیلسن یک دهانه برخوردی در ماه‌ است.